# Jan Platoš
Jan Platoš (* 2. prosince 1981) je český informatik a vysokoškolský pedagog, od roku 2021 děkan Fakulty elektrotechniky a informatiky VŠB-TUO (FEI VŠB-TUO). 
V mládí studoval obor elektronické počítače na Střední průmyslové škole elektrotechniky a informatiky v Ostravě, maturoval v roce 2001. Poté studoval informatiku na Fakultě elektrotechniky a informatiky VŠB-TUO a v roce 2005 získal bakalářský titul. O rok později získal také inženýrský titul v oboru informatika a výpočetní technika. Po studiu pracoval v letech 2006 až 2007 jako středoškolský učitel. V roce 2007 se stal výzkumníkem na Katedře informatiky FEI VŠB-TUO a následně zde působil také jako asistent. V roce 2010 získal titul Ph.D. v oborech informatika a aplikovaná matematika a stal se odborným asistentem. 
V roce 2014 se na své alma mater habilitoval v oboru informatika a v roce 2017 se stal vedoucím Katedry informatiky FEI VŠB-TUO. V květnu 2021 se stal profesorem informatiky a v září 2021 začal působit jako děkan FEI VŠB-TUO. V roce 2025 neúspěšně kandidoval na funkci rektora VŠB-TUO. Je členem vědecké rady VŠB-TUO a předsedou vědecké rady FEI VŠB-TUO.